# Lymantria nigra
Lymantria nigra är en fjärilsart som beskrevs av Freyer 1833. Lymantria nigra ingår i släktet Lymantria och familjen tofsspinnare. Inga underarter finns listade i Catalogue of Life.